# Carina Van Cauter
Carina E.J. Van Tittelboom-Van Cauter, née le 27 juin 1962 à Merchtem est une femme politique belge flamande, membre du OpenVLD.
Depuis le 1er septembre 2020, elle est Gouverneur de la Province de Flandre-Orientale.
Elle est licenciée en droit et avocate. 
Elle est la fille du cycliste Emiel Van Cauter et l'épouse de Johan Van Tittelboom, bourgmestre de Herzele.
Elle est vice-présidente de la commission spéciale ‘abus sexuels’ qui a commencé ses travaux le 10 novembre 2010 sous la présidence de Karine Lalieux (PS). Carina Van Cauter a déclaré avoir été elle-même victime d’abus sexuels en 1972 et n’avoir pas reçu d’écoute de la part de la Justice. En 1994, le procureur de Bruxelles lui avait signifié que les dossiers de 1972 avaient été détruits. RTL avait ajouté qu’elle avait été « victime d'abus sexuels au sein de l'Église » mais cette assertion a été démentie deux semaines plus tard : son agresseur n’est « nullement lié à l’Église » — la libérale flamande a d’ailleurs insisté sur la nécessité d’élargir la réflexion au monde extra-ecclésial.

## Fonctions politiques
- Ancienne conseillère province de Flandre-Orientale.
- Ancienne députée permanente province de Flandre-Orientale.
- Députée fédérale depuis le 10 juin 2007.

## Décoration
- Officier de l'ordre de Léopold (2024)[4]